# Urraca de Castella i Lleó

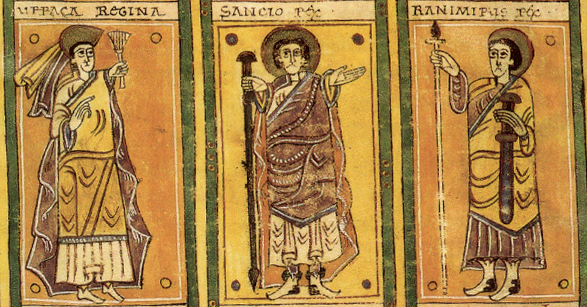
Reis i reines de Navarra

Urraca de Castella i Lleó (Pelúgano, Ayer (Astúries), 1133, 1189) fou Reina de Navarra, filla bastarda d'Alfons VII de Castella i d'una dama asturiana nomenada Gontrada Pérez, filla del comte Pedro Díaz.
Després de la llarga guerra entre el Regne de Castella i el Regne d'Aragó, d'una banda, i Navarra de l'altra, el 1140 es signà la pau, convenint-se com a garantia d'aquesta l'enllaç entre Blanca Garcés de Navarra, filla del rei de Navarra, i Sanç de Castella hereu de Castella. Això no obstant, continuà la guerra amb Aragó, però es signà la pau amb Castella amb la boda d'Urraca amb Garcia Ramires, rei de Navarra 1144, pactant-se per a fi una treva amb Aragó el 1146.
El 1147 Garcia acompanyà al seu sogre al setge d'Almeria i més tard al de Còrdova, morint el 1150 a conseqüència d'un accident de caça. Urraca fou nomenada pel seu pare governadora d'Astúries, on portà a bona fi belles construccions, tornant després a Castella per a contraure un nou matrimoni amb el cavaller de Palència Alvaro Rodríguez.
Morta Urraca en la data indicada, fou enterrada a la catedral de Palència, i el 1552 es va trobar intacte el seu cos, en ser restaurada una capella, i va ser traslladat a la capella del sagrari de la mateixa catedral.
El 1865, obert de nou el sepulcre, també es trobà en perfecte estat la conservació del cadàver, que actualment està en la Catedral de Palència.